# Veljo Tormis
Veljo Tormis (Kuusalu, 7 de agosto de 1930 – Harjumaa, 21 de janeiro de 2017) foi um compositor estoniano, visto como um dos maiores compositores de coral  e um dos mais importantes compositores do século XX na Estônia.